# لوئه‌وه
لوئه‌وه (انگلیسی: LOEWE) شرکت کالای لوکس اسپانیایی است، که در زمینهٔ طراحی و تولید محصولات چرمی، لوازم مد و انواع پوشاک آماده فعالیت می‌کند.
شرکت لوئه‌وه در سال ۱۸۴۶ توسط انریکه لوئه‌وه رزبرگ تأسیس شد و در دههٔ ۱۹۹۰ توسط شرکت فرانسوی ال و ام هاش خریداری گردید. این شرکت در حال حاضر بخشی از گروه ال و ام هاش به‌شمار می‌آید. دفتر مرکزی لوئه‌وه در شهر مادرید قرار دارد.